# Johannes Centurio Macasius
Johann(es) Centurio Macasius auch Macasii (* 1636 in St. Joachimsthal, Böhmen; † 14. September 1680 in Annaberg) war ein deutscher Mediziner, Philosoph und Stadtphysikus.

## Leben
Johann Centurio Macasius war der Sohn des Bergmeisters und Stadtkämmerers von St. Joachimsthal Johann Gabriel Macasius, der 1663 in Prag zusammen mit seinen drei Söhnen das Adelsdiplom erhielt und dessen ersten Ehefrau Magdalena geb. Lengefelder, der Tochter des königlichen Münzmeisters Centurio Lengefelder. Fälschlicherweise werden des Öfteren auch die Mediziner Johann Paul Macasius und Johann Georg Macasius als seine Väter angegeben. Da er aber in seinen Schriften als Johann Centurio Macasius / Von Joachimsthal aus Böhmen bezeichnet wird, kann dies ausgeschlossen werden.
Nach seinem Studium der Medizin und Philosophie (med. et phil.) an der Universität von Leipzig war er als Respondent tätig. Macasius war Autor und Co-Autor zahlreicher Schriften, die er bei Christian Lange, einem angeheirateten Verwandten, drucken ließ. 1676 zog er von Leipzig nach Annaberg. Dort wurde er zum Stadtphysikus ernannt und Nachfolger von Dr. Stempel. Er starb dort 1680 während seiner Dienstverrichtung an der Pest.
Christian Lehmann schrieb dazu: „D. Macasius, Physicus in Annaberg / wagte sich ohne Scheu in die infictirten Häuser / und trauete seinem Praeservativ, aber er muste darüber bezahlen und sterben.“

## Familie
Macasius heiratete am 6. August 1665 in Leipzig Maria die Witwe des Bürgers und Juweliers Georg Spitzen und Tochter des Bürgers zu Leipzig Georg Opitz. Zu diesem Anlass wurde eine Gelegenheitsschrift veröffentlicht. Aus der Ehe ist ein Sohn bekannt:
- Johann Gabriel Macasy, Apotheker in Wolkenstein

## Werke (Auswahl)
- Christiani Langii Philosoph. & Medic. Doct. …  Miscellanea Curiosa Medica : Annexa Disputatione De Morbillis, Quam Prodromum esse voluit Novae Suae Pathologiae Animatae, Itemq[ue] De Elixir Proprietatis: post Autoris obitum coniunctim edita / Lange, Christian. Götzenius, Leipzig 1669.
- Auspicante Archiatro summo Consentiente Gratiosissima Facultate Medicae in Alma Philurea Disputationem De Asthmate Praeside Dn. Joh. Centur. Macasio … Publicae placidaeque Philiatrorum censurae at que examini submittit … Johannes Hofman, Vratislav. Autor-Respondens / Macasius, Johannes Centurio. Formis Spörelianis, Leipzig 1668.
- Auspicante Archiatro summo Consentiente Gratiosissima Facultate Medicae in Alma Philurea Disputationem De Asthmate / Macasius, Johannes Centurio. Formis Spörelianis, Leipzig 1668.
- Disputatio Medica De Calculo Renum / Macasius, Johannes Centurio. Colerus, [Leipzig] 1666.
- Christiani Langii Philosoph. & Medic. Doct. Profess. & Chymiatri celeberrimi Miscellanea Curiosa Medica : Annexa Disputatione De Morbillis, Quam Prodromum esse voluit Novae Suae Pathologiae Animatae ; itemq[ue] De Elixir Proprietatis / Lange, Christian. Götzenius, [Frankfurt] 1666.
- Den WohlEhrenvesten GroßAchtbarn und Hochgelahrten Herrn Joh. Centurionem Macasium, Phil. & Medic. Doct. und berühmten Practicum allhier Und Die WohlErbare und Tugend-Beziehrteste Frau Maria/ Des Tit. Herrn Georg Spitzens/ Vornehmen Bürgers und Jubilirers allhier/ hinterlassene Wittbe/ als Beyde von Gott zusammen gefügete Hochzeitere/ wollen öffentlichen Am Tage ihrer Ehe-Verbindung (war der 6. August. dieses 1665. Jahrs.) Mitt nachfolgenden Hertz- und Schertz-Wünschen. Köhler, Leipzig 1665.
- Dissertatio Inauguralis De Gonorrhoea / Ursinus, Leonhard. Bauerus, Leipzig 1662.
- Venus. Medica. Amplissimo. Honori. Quem Doctoratum Vocant. Quatuor Viror Clarissimor Pauli. Ammani. Vratislav. Siles. Gabriel. Clauderi. Altenburg. Joh. Centur. Macasii. Valle. Joach. Joh. Georg. Reinhardi. Leucopet. Sacra : XII. Kal. Novembr. A.E.C. MDCLXII / Rappolt, Friedrich. Hahn, Leipzig 1662.
- Venus. Medica. Amplissimo. Honori. Quem. Doctoratum. Vocant. Quatuor. Viror. Clarissimor. Pauli. Ammani. Vratislav. Siles. Gabriel. Clauderi. Altenburg. Joh. Centur. Macasii. Valle. Joach. Joh. Georg. Reinhardi. Leucopet. Sacra. Dedicabat. Lipsiae. Frid. Rappolt. Poes. Prof. Publ. XII. Kal. Novembr. A.E.C. MDCLXII. / Rappolt, Friedrich. Hahn, Leipzig 1662.
- Gaudia. Votiva. Quibus. Virum. Praecellentem. Juxta … Johannem. Centurionem. Macasium. Valle. Joachimica. Bohemum. Philosophiae. Magistrum. Et. Medicinae. Licentiatum. De. Supremi. In. Arte. Medica. Gradus. Titulo. Et. Insignibus. Doctoralibus. In. Inclyta. Philyrea. D. XII. Calend. D. Novembr. Anno. Christianae. Aerae. MDC.LXII. Solemni. Ritu Ipsi. Collatis. Amplectuntur. Patroni. Praeceptores. Consalinus. Et. Amici. Aerae Baueriano, Leipzig 1662.
- Specimen Pathologiae Animatae De Morbillis / Lange, Christian. Bauer, Leipzig 1660.
- Arbores. Sapientiae. Numero. XIV. Jovae. Opitulator. Gratia. Ex. Incluto. Sophor. Scto. Factis. Prius. Suffragior. Auguriis. In. ACaDeMIa. PhILVrIna. Ad. VI. Kal. Febr. A. Er. Academ. CCL. Solemniter S. P. Q. Tam. Academico. Quam. Urbico, Spectante. Applaudente. Lauru. Apollinea. Bn. Mer. Redimitae. Quos. Colonos. Amasios. Atq. Patronos. Agnoscant : Hon. Ac. Mor. C. Recensere. Jubebatur. M. Joh. Georg. Roth. SS. Th. Cultor / Roth, Johann Georg. Literis. Christiani. Michaelis, Leipzig 1659.
- Decanus Communitatis Bonarum Artium Et Philosophiae In Academia Lipsiensi, Proceres Utriusque Reipubl. Et Studiosos Juvenes Ad Solennem Promotionis Magisterialis Actum Invitat : Ad Diem XXVII. Januarii. Literis Christiani Michaelis, Leipzig 1659.
- Candida & gratulabunda Vota, De summis in Philosophia, quae Lipsiae solemniter impetratis Honoribus, consecrata Viro-Juveni Praestantissimo Humanissimoque, Dn. Joanni Centurioni Macasio, Valle-Joachimica Bohemo, Arti Medicae Consecraneo : Ipso solemnis Promotionis festo, die 6. Kalend. Febr. anni MDCLIX ; a Praeceptoribus, Patronis, & Amicis Lipsiae. Aerae Baueriano, Leipzig 1659.
- Castalische Süßigkeit/ Welche/ Als Der Ehrenveste … Johann Centurio Macasius/ Von Joachimsthal aus Böhmen/ der Artzney Ergebner/ Mit dem Magisters Krantze in der … Linden Stadt rühmlich verehret wurde : einschencketen Gute Freunde und Wohl-bekandte ; am 27. Jenners Tage/ 1659. Bauer, Leipzig 1659.
- Decanus Communitatis Studii Philosophici & optimarum artium in Academia Lipsiensi Renunciationem IIX. Baccalaureorum indicit. Leipzig [1658].